# Corona Riccardo
Corona Riccardo (Napoli, 1878 – Kansas City, 15 ottobre 1917) è stata un'attrice teatrale italiana naturalizzata statunitense.

## Biografia
Nata a Napoli (probabilmente nel 1878) ed emigrata da piccola negli Stati Uniti, la sua carriera teatrale a Broadway fu breve ma intensa. Cominciò a recitare nel 1894 all'Empire Theatre.

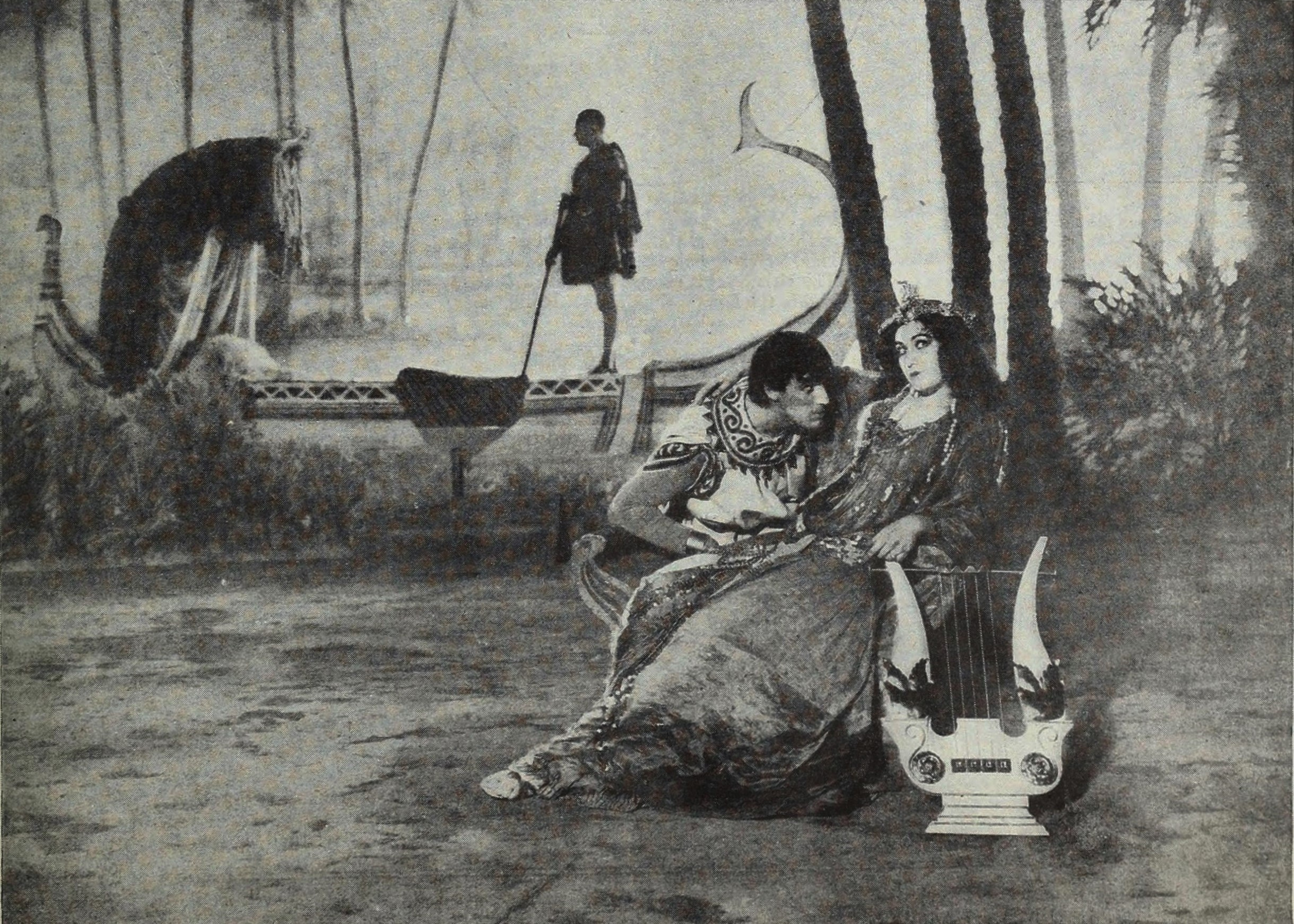
Ben-Hur (Edward Morgan) e Iras (Corona Riccardo) in Ben-Hur (1899)

Wilson Barrett la scritturò per The Sign of the Cross, uno spettacolo che venne portato in tournée negli Stati Uniti, dove l'attrice ricoprì prima il ruolo di Ancaria, quindi quello di Berenice. Nel 1898, Robert B. Mantell, colpito dalla sua bellezza, la lanciò in due tragedie di Shakespeare, Romeo e Giulietta e Otello. Lo scrittore Lewis Strang, nel 1899, disse che, in America, era l'attrice più promettente dell'epoca. Verso la fine del 1898, Mantell la scelse come Ofelia per il suo Amleto. In seguito, l'attrice avrebbe dovuto entrare nella compagnia di Augustin Daly, ma Daly morì nel 1899. In quell'anno, la Riccardo ottenne la parte che più di ogni altra la fece conoscere al grande pubblico, quella di Iras, nella messa in scena dello spettacolare Ben-Hur, grande produzione di Broadway e grande successo al botteghino.

## Vita privata
Intorno al 1905, l'attrice lasciò il palcoscenico dopo essere apparsa nel vaudeville in un lavoro teatrale che parlava di nativi americani. Mentre stava recitando nella commedia, conobbe Chief Silver Tongue, un nativo appartenente alla nazione Winnebago. I due si innamorarono e si sposarono, andando a vivere a Kansas City. Il 16 ottobre 1917, Corona Riccardo morì in ospedale, lasciando il marito e un figlio.

## Spettacoli teatrali
- Ben-Hur, di William Young (Broadway, 29 novembre 1899)
- Marta of the Lowlands, di Angel Guimera (Broadway, 13 ottobre 1903)